# Липскеров, Михаил Фёдорович
Михаил Фёдорович Липскеров (род. 1 июля 1939, Москва, РСФСР) — советский и российский писатель, сценарист, драматург.
Среди известных работ: «Что страшнее», «И смех, и грех», «Ограбление по…», «Новый Аладдин», «Последние волшебники», «О море, море..», «Уважаемый леший».

## Биография
Родился в семье конферансье, драматурга, режиссёра цирка и эстрады Фёдора Александровича Липскерова (1911—1977) и экономиста Руфи Рафаиловны Липскеровой  (1912—2000). Внук известного адвоката Александра Фёдоровича Липскерова (1883—1960). Окончил Институт цветных металлов и золота по специальности инженер-геолог. С 1957 по 1963 год работал на Урале, Туве, Сахалине, Курилах.
С 1963 по 1968 годы — артист, драматург эстрады. С 1968 по 1970 годы — офицер Советской Армии ВС СССР. С 1971 года — сценарист мультипликации, рекламщик, специалист по связям с общественностью.
Снимался в документальном сериале «Фабрика чудес» в фильме «Автор сценария» (2006).
С 2008 по 2013 год написал и опубликовал романы «Белая горячка», «Чёрный квадрат», «Путешествие к центру Москвы», «Жаркой ночью в Москве», «Весь этот рок-н-ролл».
В марте 2014 года подписал письмо «Мы с Вами!» КиноСоюза в поддержку Украины.

## Семья
- Первая жена — Инна Липскерова, музыкальный редактор Государственного Дома Радиозаписи.
  - Сын — Дмитрий, писатель, предприниматель.
- Вторая жена — Ольга Валентиновна Липскерова.
  - Сын — Алексей, директор по развитию справочного интернет-портала «Квадрум.ру».
- Двоюродный брат — Андрей Моргунов, театральный режиссёр и педагог. Троюродный брат — Кирилл Ласкари, балетмейстер.
- Братом его прадеда был крупный русский издатель Абрам Яковлевич Липскеров.

## Фильмография

### Сценарист
- 1973 «Ковбои в городе»
- 1973 «Что страшнее?»
- 1974 «Состязание»
- 1977 «Как грибы с горохом воевали»
- 1977—1983 «Самый маленький гном»
- 1978 «И смех и грех»
- 1978 «Ограбление по…»
- 1978 «Кое-что о лифте»
- 1979 «Новый Аладдин»
- 1979 «Последние волшебники»
- 1979 «Где же медвежонок?»
- 1980 «Прыжки в воду»
- 1980 «Стендовая стрельба»
- 1980 «Тройной прыжок»
- 1981 «Прыжки с трамплина»
- 1982 «Живая игрушка»
- 1982 «Парадоксы в стиле рок»
- 1982 «День рождения»
- 1983 «О, море, море!..»
- 1983 «Ловись, рыбка!»
- 1984 «Волк и телёнок»
- 1984 «Дом, который построили все»
- 1984 «Мечта маленького ослика»
- 1987 «Эх, Топтыгин, Топтыгин…»
- 1988 «Ромка, Фомка и Артос» (серия 2)
- 1988 «Заяц, который любил давать советы»
- 1988 «Уважаемый леший»
- 1991 «Что там под маской?»
- 2003 «Бабка Ёжка и другие»
- 2005 «Ловись, рыбка» (цикл «Гора самоцветов»)
- 2006 «Бабка Ёжка и другие»
- 2008 «Новые приключения бабки Ёжки»

## Награды
- «Что страшнее» — МКФ в Варне (1975), Большая серебряная медаль.
- «Самый маленький гном» — МКФ в Оденсе (Дания)(1979), Большая серебряная медаль.
- «Волк и телёнок» — МКФ мультипликации в Загребе (1984) — лучший детский мультфильм, Бангалор — Фестиваль детского кино Гран-При, Буэнос-Айрес — Фестиваль детского Кино Гран-При. Эшпинья — МКФ мультипликации Диплом.
- «Бабка Ёжка и другие» —— IX Открытый Российский фестиваль анимационного кино: Дипломы сценаристу Михаилу Липскерову, режиссёру Угарову Валерию, художнику Марине Лесковой и продюсеру Сергею Карпову, ясно обозначившим желание создать весёлый, яркий сериал с фольклорными персонажами.[4]